# Paolo Di Lauro
Pour les articles homonymes, voir Lauro (homonymie).
Paolo Di Lauro dit « Ciruzzo 'O Milionario » (né le 26 août 1953, à Naples), est un criminel italien, chef de clan de la Camorra, la mafia napolitaine, notamment actif des années 1980 jusqu'à son arrestation au milieu des années 2000. 

## Biographie

### L'ascension
Paolo Di Lauro naît dans un milieu modeste à Naples le 23 août 1953. Il émerge au début des années 1980 à une époque où une terrible guerre de camorra ravage les rues napolitaines, une faide opposant le clan du « boss » Raffaele Cutolo (arrêté en 1982), la NCO (la « Nuova Camorra Organizzata »), aux clans rivaux refusant la suprématie de Cutolo. Dans la seule année 1982, cette sanglante guerre de clans ne fit pas moins de 264 morts. 
Paolo Di Lauro faisait alors partie de la « Nuova Fratellanza », une bande mafieuse englobée dans la « Nuova Famiglia », l'organizzazione camorristica qui luttait contre la NCO de Cutolo. 
Il fut arrêté la première fois à l'âge de 29 ans, le 13 novembre 1982, quand il fut trouvé en compagnie de quelques parrains et membres du puissant clan Giuliano dans un appartement de Forcella, un quartier populaire de Naples où le clan Giuliano règne en maître. 
Officiellement, Paolo Di Lauro était un commerçant qui possédait même des magasins de vêtements dans l'Hexagone, à Nice, Paris et Lyon. 
Homme plutôt réservé mais grand stratège, il grimpe les échelons de la camorra discrètement, sans s'exposer et en opposant les clans adverses les uns contre les autres. 
Au début des années 1990, Paolo Di Lauro est devenu un puissant parrain contrôlant de nombreux quartiers napolitains et dont l'activité principale est le trafic de stupéfiants ; Scampia, l'un des quartiers dominé par son clan, est en effet considéré comme étant le plus grand supermarché européen de vente de drogue au détail. Une activité très lucrative qui rapporte au clan environ 500 000 € par jour. Mais le trafiquant de drogue international est également un entrepreneur dont les activités vont du racket au commerce de vêtements de contrefaçon, en passant par l'importation de fausses perceuses « Black&Decker » fabriquées en Chine.

### La chute
En septembre 2002, il est officiellement recherché par la gendarmerie italienne (carabinieri) pour « association mafieuse », « trafic de drogue international » et un mandat d'arrêt est lancé contre lui. Le parrain risque gros : la prison à vie (ergastolo). 
En fuite, vivant dans la clandestinité durant 3 années, Paolo Di Lauro fait dès lors partie des 30 criminels les plus recherchés d'Italie (latitanti), parmi lesquels Bernardo Provenzano, le puissant parrain de la « Cosa nostra », la mafia sicilienne, en cavale depuis les années 1960 et arrêté dans une modeste ferme de la campagne sicilienne le 11 avril 2006. 
C'est surtout à partir de cette période que ses fils aînés Cosimo, Vincenzo et Ciro, obtiennent un rôle plus important au sein du clan Di Lauro, ce qui sera assez vite contesté par ses membres importants et influents, bras-droits de Paolo Di Lauro, ce qui conduira d'abord à la scission, puis à la terrible faide. 
Le 16 septembre 2005, Paolo Di Lauro est finalement arrêté dans le quartier de Secondigliano, son fief, dans un modeste appartement situé à quelques dizaines de mètres à peine de son domicile principal. Ce qui a permis de le localiser fut entre autres, un péché de gourmandise. En effet, la qualité de poisson, dont Paolo Di Lauro était friand, a permis aux enquêteurs de retrouver la trace de son épouse faisant régulièrement ses courses et de remonter ainsi jusqu'à sa planque. 
Le ministre de l'Intérieur de l'époque, Giuseppe Pisanu, qui qualifie le mafieux de « leader indiscutable de la camorra... au curriculum vitæ criminel d'une richesse extraordinaire », déclare alors à propos de son arrestation : « Les forces de l'ordre sont en train de gagner la partie contre la camorra ». 
Jugé en mai 2006, Paolo Di Lauro est condamné à 30 ans de prison ferme.

## La faide
La violente faide (faida) qui ensanglanta la banlieue de Naples entre 2004 et 2005 et qui rappela la guerre de camorra à l'époque de Raffaele Cutolo, fit une cinquantaine de morts, dont plusieurs innocents, abattus par erreur ou au nom de la vendetta trasversale (vengeance indirecte) : c'est la faide dite de Scampia (la faida di Scampía), dite aussi faide de Secondigliano (faida di Secondigliano), opposant le clan Di Lauro aux sécessionnistes (scissionisti au pluriel ; scissionista au singulier). 
Fin 2005, le clan Di Lauro est décimé et désorganisé, privé non seulement de Paolo Di Lauro, arrêté le 16 septembre, mais également de ses fils aînés, détenus (Cosimo, Vincenzo, Ciro puis Salvatore) ou obligés de vivre dans la clandestinité (Marco puis Nunzio). Mais la faide se poursuivit en 2006 et en 2007, avec les assassinats, souvent en plein jour et au milieu de la foule, d'éléments de pointe du clan Di Lauro, les fidèles des fidèles comme : 
- 21 mars 2006 : double assassinats de Ciro Fabricino, 31 ans, et de Ciro Fontanarosa, 30 ans, assassinés alors qu'ils circulent dans une Smart dans une zone pourtant contrôlée par le clan Di Lauro[7],[8].
- 3 juin : double assassinats des frères Girardi (dont le père fut abattu en 1997) : Ciro, 26 ans[9], et son frère Domenico, 22 ans[10], sont assassinés à coup de kalashnikov alors qu'ils circulent en scooter[11].
- 28 octobre : assassinat de la mère des frères Girardi, Patrizia Marino : accompagnée de sa fille, est à son tour abattue dans un commerce, réussissant à faire fuir sa fille juste avant les tirs[12].
- 14 mars 2007 : assassinat du capopiazza Giuseppe Pica, 34 ans[13], abattu quelque temps avant son guardaspalle (garde-du-corps), Francesco Cardillo, 36 ans, qui parvient un temps à s'échapper avant d'être massacré après une course-poursuite dans les ruelles de Secondigliano[14].
- 21 mars : assassinat d'un parrain du clan Di Lauro, bras-droit de Paolo Di Lauro, Lucio De Lucia[15] (père de Ugo de Lucia ; cf. plus bas).
- 31 mai : assassinat de Patrizio DeVitale[16].
- 1er juin : assassinat de Antonio Silvestri, 22 ans, neveu du précédent[17].
- 25 septembre : assassinat dans un bar de Salvatore Ferrara, 22 ans[18]; le principal objectif des tueurs parvient à fuir de justesse mais le propriétaire du bar est blessé dans la fusillade, ainsi qu'un ami de Ferrara, grièvement blessé. L'un des tueurs présumés de Ferrara (Luigi Magnetti, 21 ans [  ]) sera abattu le soir même par des tueurs du clan Di Lauro.

En 2008, la faide continue dans une moindre mesure, mais les Sécessionnistes semblent vouloir éradiquer totalement les Di Lauro, pourtant très diminués et ne contrôlant plus qu'une seule place de vente de drogue (piazza di droga) rapportant environ 5 000 € par jour, située dans un quartier populaire à fort taux camorristique, le « Rione dei Fiori », surnommé « 'O Terzo Mondo » à cause de son délabrement : 
- 25 janvier 2008 : Vittorio Iodice, 21 ans, est abattu[19].
- 31 janvier : l'oncle de Vittorio Iodice, Ciro Reparato, 39 ans, est tué alors qu'il circule en scooter[20].
- 9 février : Carmine Fusco, 34 ans, est abattu au volant de sa Mini Cooper[21].
- 22 février : Sergio De Lucio, parrain du clan et bras droit de Paolo Di Lauro (et frère de Lucio ; cf. plus haut) échappe de peu à une deuxième tentative d'assassinat[22].
- 13 mars : Antonio Orefice, 57 ans[23].
- 6 août : Ciro Maisto, 28 ans (considéré comme le successeur de Giuseppe Pica ; cf. plus haut), est à son tour abattu[24].

### Victimes de la faide
- 22 mars 2004: Francesco Giannino[25], 23 ans, membre important du clan Di Lauro, bras-droit de Cosimo Di Lauro. Abattu d'une rafale de mitraillette alors qu'il circule en voiture; les 2 passagers sont blessés. Prémices de la faide.
- 26 avril 2004 : Ferdinando Bizzarro, dirigeant du groupe camorriste de Melito di Napoli, opposé aux Di Lauro[26].
- 3 septembre 2004: Mariano Nocera, 27 ans, tué par le clan Di Lauro.
- 29 septembre 2004: Luigi Aliberti, 30 ans, Di Lauro (peut-être abattu par son propre clan : devenait trop puissant et influent).
- 20 octobre 2004: Fulvio Montanino, 30 ans, et son oncle Claudio Salerno, 40 ans. Membres importants des Di Lauro. Abattus alors qu'ils circulent à moto. Véritable déclenchement de la faide[26].
- 2 novembre 2004: Massimo Galdiero, abattu[27] dans un centre commercial Auchan; proche des Di Lauro.
- 6 novembre 2004: Antonio Laudieri, 25 ans; handicapé mental, ne peut fuir à une fusillade et est abattu par erreur[27]. 5 amis blessés dont le vrai objectif des tueurs.
- 9 novembre 2004: les cadavres de Mario Maisto, 31 ans, de son cousin Stefano Maisto, 22 ans, et de Stefano Mauriello, 31 ans, sont retrouvés dans le coffre d'une voiture à Scampia. Sécessionnistes[27].
- 20 novembre 2004 : Biagio Migliaccio, 34 ans, cousin d'un membre des Di Lauro. Peut-être innocent[28].
- 20 novembre 2004 : Gennaro Emolo, 54 ans, Di Lauro[28].
- 21 novembre 2004 : Salvatore Gagliardi, 57 ans. Sécessionniste[29].
- 21 novembre 2004 : Domenico Riccio, 49 ans. Innocent peut-être lié aux sécessionnistes[29].
- 21 novembre 2004 : Francesco Tortora. Sécessionniste[29].
- 21 novembre 2004 : Gelsomina Verde, 22 ans (  Photo )[30],[31]. Victime innocente de la faide. Fiancée d'un membre important des Sécessionnistes. Ne voulant pas révéler la cache de ce dernier, elle est enlevée et séquestrée dans une voiture où elle sera abattue et brûlée à l'intérieur[32].
- 24 novembre 2004 : Salvatore Abinante, 31 ans. Sécessionniste[33].
- 25 novembre 2004 : Antonio Esposito, probablement un innocent peut-être lié aux Sécessionnistes[34].
- 27 novembre 2004 : Giuseppe Bencivenga, 30 ans. 1 blessé. Sécessionnistes[35].
- 28 novembre 2004 : Massimiliano De Felice, 30 ans. De la famille de Salvatore Abinante, abattu 4 jours plus tôt. Sécessionnistes[35].
- 29 novembre 2004: Salvatore De Magistris, 64 ans. Battu à mort par un ou plusieurs individus ; pour l'achever on roule sur son corps à moto[36]. Sécessionniste.
- 5 décembre 2004: Enrico Mazzarella, abattu dans son restaurant devant les clients. Sécessionniste[35].
- 10 décembre 2004: Giovandomenico Piscopo, 22 ans, Di Lauro.
- 11 décembre 2004: Antonio De Luise, 20 ans, Di Lauro, abattu dans un commerce[37].
- 11 décembre 2004: Gennaro Marino, 38 ans, sécessionniste.
- 18 décembre 2004: Pasquale Galasso. Sécessionniste[38].
- 20 décembre 2004: Vincenzo Iorio, 50 ans, abattu dans une pizzeria. Di Lauro[38].
- 24 décembre 2004: Antonio Pezzella, 35 ans, abattu dans le café où il tente de se réfugier, sécessionniste[38].
- 26 décembre 2004 : Dario Scherillo, 26 ans. Innocent. Abattu par erreur alors qu'il circule à moto[39].
- 27 décembre 2004: Emmanuele « Manuel » Leone, 21 ans, Di Lauro[38].
- 30 décembre 2004 : Antonio Scafuro, 46 ans, parent d'un parrain du clan Ferrone, allié des Di Lauro. Il est blessé par balles aux jambes[38].
- 2 janvier 2005: Salvatore Barra, 30 ans, abattu dans un bar. Di Lauro[40].
- 2 janvier 2005: Crescenzo Marino, 70 ans, innocent abattu au volant de sa voiture. Père d'un des chefs des Sécessionnistes, Gennaro Marino dit « Genny McKay ».
- 4 janvier 2005: Giovanni Urzini, 41 ans, abattu au bar "Champs-Élysées". Di Lauro
- 15 janvier 2005: Carmela Attrice, 49 ans. Innocente. Mère d'un jeune chef sécessionniste de 28 ans, Francesco Barone (vendetta trasversale). Abattue en plein jour au milieu de la foule. Un jeune lui demande de descendre de son appartement pour lui parler. À peine la porte ouverte elle est abattue[41]
- 19 janvier 2005: Pasquale Paladini, 44 ans, Di Lauro
- 21 janvier 2005: Giulio Ruggiero, 44 ans; le corps décapité est retrouvé dans une voiture carbonisée (tué par le clan Di Lauro)
- 24 janvier 2005: Attilio Romano, 30 ans, abattu par erreur dans un magasin de téléphones mobiles
- 29 janvier 2005: Vincenzo De Gennaro, 22 ans. Sécessionniste. Son neveu de 13 ans blessé
- 31 janvier 2005: Vittorio Bevilacqua, 64 ans, abattu dans un commerce. Innocent. Père d'un jeune chef important des sécessionnistes, Massimo Bevilacqua, 28 ans
- 31 janvier 2005: dans la nuit, 3 jeunes membres du clan Ferrone (allié aux Di Lauro) âgés de 23 (Giovanni Orabona), 25 (Antonio Patrizio) et 25 ans (Giuseppe Pizzone), sont arrêtés et menottés (1 et 2) par de faux policiers alors qu'ils circulent à pied. Ils sont abattus[42],[43].
- 5 février 2005: tard le soir, Angelo Romano, 27 ans, est retrouvé agonisant dans la rue d'une ville de la région de Naples, Giugliano, où il se cachait. Sécessionniste
- 31 mars 2005: Davide Chiarolanza, 24 ans. Sécessionniste.
- 6 avril 2005: Antonio Russo, dit « 'O Ciuccio », 28 ans. Di Lauro
- 9 mai 2005: Luigi Barretta, 22 ans, sécessionniste. Porté disparu début mai, son cadavre criblé de balles est retrouvé dans la campagne, dans un sac. Peu de temps avant, Salvatore Di Lauro, fils cadet du parrain, lui avait ordonné de ne plus venir sur une place de vente de drogue (piazza di droga) gérée par les Di Lauro et convoitée par les Sécessionnistes
- 23 mai 2005: Renato Crimaldi, 32 ans, abattu au bas de son immeuble. Di Lauro
- 9 septembre 2005: Giuseppe Pezzurro. Sécessionniste
- 22 septembre 2005: Eduardo La Monica, 29 ans. Enlevé, séquestré, torturé et abattu. Son cadavre est jeté dans une décharge publique[44]. Peut-être une victime innocente qui a payé ses liens avec un ou des membres des Di Lauro
- 2004/2005: 4 cas de lupara bianca.

## Les fils du boss
- Cosimo Di Lauro, né le 8 décembre 1973[45]. Capturé en pleine faide le 21 janvier 2005 à Secondigliano[46] et condamné à 15 ans de prison ferme en février 2008[47]. Condamné en décembre 2008 à la prison à vie[48] pour avoir commandité l'assassinat de Gelsomina Verde (21/11/2004) ;
- Vincenzo, né le 19 juillet 1975[45]. Incarcéré une première fois d'avril 2004[49] à juin 2006 (avait été condamné à 8 ans de prison ferme pour « association mafieuse » et « trafic de drogue international »; son avocat réussissant à le faire libérer, il prend alors la fuite). Arrêté le 27 mars 2007[50], incarcéré depuis (toujours en juillet 2009) ;
- Ciro, né le 29 mai 1978[45]. Capturé dans la nuit du 7 décembre 2004 lors d'une vaste opération de police à Scampia et Secondigliano[51] qui aboutira à plusieurs dizaines d'arrestations (la mort fin novembre d'une innocente, la jeune Gelsomina Verde, avait fait réagir les autorités). Condamné à 14 ans de prison ferme en février 2008[47] ;
- Marco, né le 16 juillet 1980[45]. Recherché depuis 2005[52], vit dans la clandestinité. Condamné par contumace à 14 ans de prison ferme en février 2008[53]. Il est arrêté le 2 mars 2019 à Naples, dans le quartier de Chiaiano[54] ;
- Nunzio, né le 13 octobre 1985[45]. Recherché officiellement depuis le 16 juillet 2007, capturé le 28 février 2008 près de Naples[55] où il vivait caché avec sa femme et son jeune fils. Condamné à 20 ans de prison ferme en avril 2008[56],[57] ;
- Domenico († oct./dec. 2003 ou mai 2004, à 15/16 ans), mort à l'hôpital des suites de ses blessures après un accident de moto survenu entre octobre 2003 et mai 2004[45],[58] ;
- Salvatore, né le 7 février 1988[59]. Capturé le 8 février 2006 à Secondigliano[60] (malgré son jeune âge, était déjà le chef d'une zone de vente de drogue) et condamné à 10 ans de prison ferme le 16 février 2007[61].
- Un fils né en 1992 ou 1993.